# Cashel

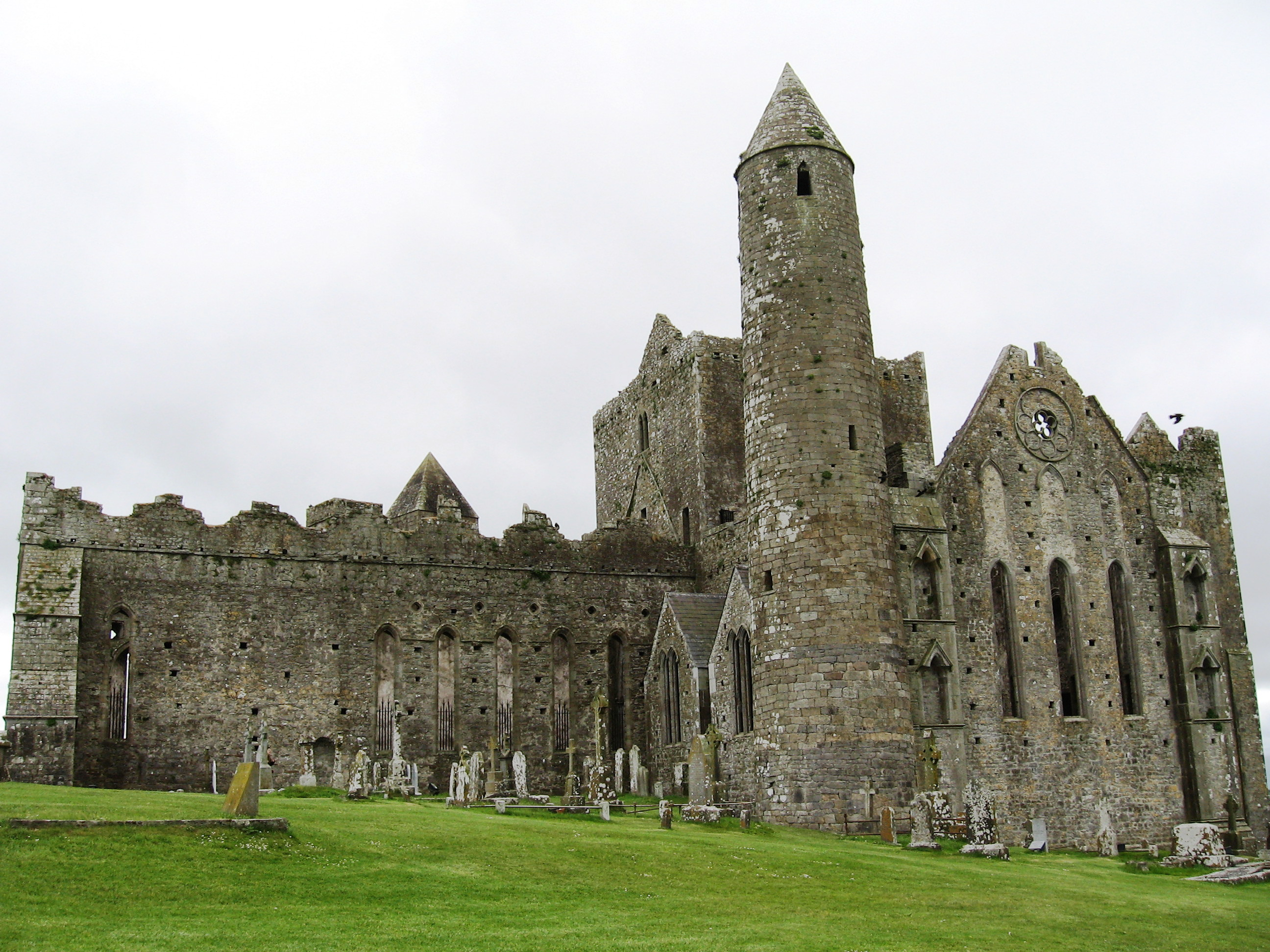
Ruinas medievales sobre la "Roca de Cashel".

Cashel (en idioma irlandés, Caiseal Mumhan, que significa "fortaleza de Munster") es un pueblo del condado de Tipperary, en la zona central de la República de Irlanda, conocida principalmente por la Roca de Cashel, una fortaleza medieval situada en una elevación del terreno a las afueras del pueblo. Cashel fue durante un  tiempo la capital del medieval y gaélico reino de Munster. 
Es la sede de un arzobispado católico (aunque la catedral se encuentra en Thurles) y de un obispado anglicano, cuyo obispo es también obispo de Ossory y reside en Kilkenny. La población de Cashel era de 2.936 en 1996.

## Historia
La "Roca de Cashel", a la que el pueblo debe su existencia, es una elevación natural del terreno, de roca caliza, que se eleva abruptamente sobre el terreno fértil conocido como Golden Vale. La cumbre de esta elevación está ocupada por un grupo de edificaciones, hoy en ruinas, con un importante valor histórico y artístico. Aunque actualmente la población de la villa no llega a las 3.000 personas, durante la Edad Media fue un importante centro comercial, político y religioso. 
Cashel se transformó en la capital de Munster alrededor del siglo IV, cuando Corc, de la dinastía Eóganachta, erigió un fuerte en la Roca, y la Carta de Derechos indica que en Cashel se cobraban los tributos de sus súbditos. Posteriormente, en el siglo V, se cree que San Patricio bautizó al tercer rey de Cashel, Óengus (o Angus) Mac Nad Froích aunque quizás el bautismo fuese realizado por Palladio. En el año 977 Brian Boru, de la dinastía Dál gCais, usurpó el trono de Munster y fue el primer rey no Eóghanacht en ocupar el trono en más de cinco siglos. En 1101 su nieto, el rey Muirchertach Ua Briain, donó el terreno y las posesiones de Cashel al Obispado de Limerick, lo que al mismo tiempo suponía evitar que cayeran en manos de los MacCarthys, la rama principal de la dinastía Eóganachta. Los obispos instalaron una conocida escuela en Cashel, desde la que enviaban obispos a diversos lugares del continente, en especial a Ratisbona en Alemania. 
En el Sínodo de Cashel de 1172 los obispos irlandeses decidieron aceptar la soberanía de Enrique II de Inglaterra sobre Irlanda, en la línea de lo establecido por el Papa Alejandro III. En 1647, durante las Guerras confederadas de Irlanda, Cashel fue saqueada y destruida por las tropas parlamentarias inglesas dirigidas por Murrough O'Brien. Más de 1000 católicos irlandeses, entre soldados, clérigos y civiles, se refugiaron en la Roca, y fueron masacrados durante los enfrentamientos posteriores. Posteriormente, los edificios de la Roca de Cashel quedaron abandonados y entraron en un período de olvido y ruina, hasta ser rehabilitados recientemente como atractivo turístico.

## Atractivos turísticos

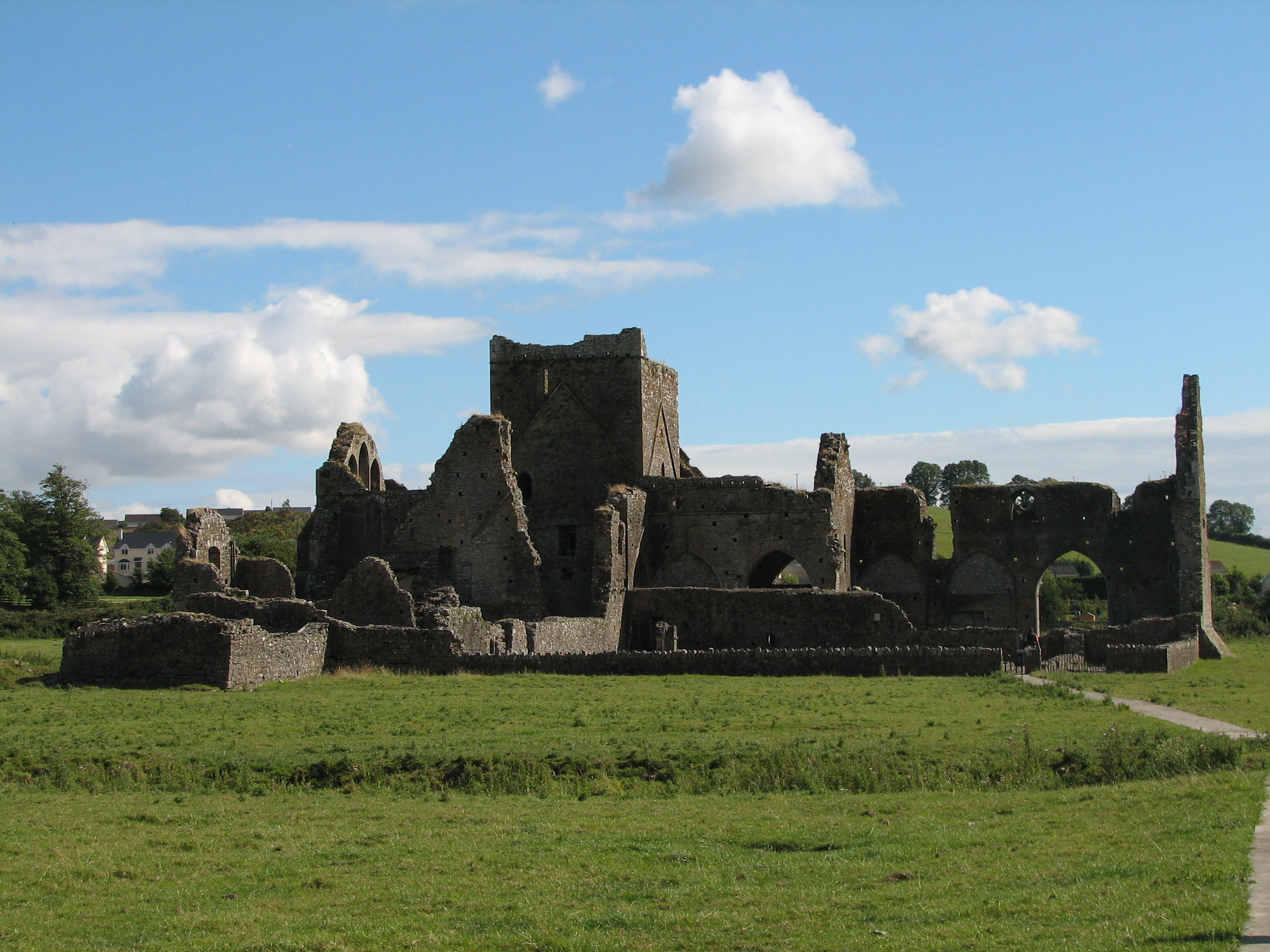
Abadía de Hore, en Cashel.
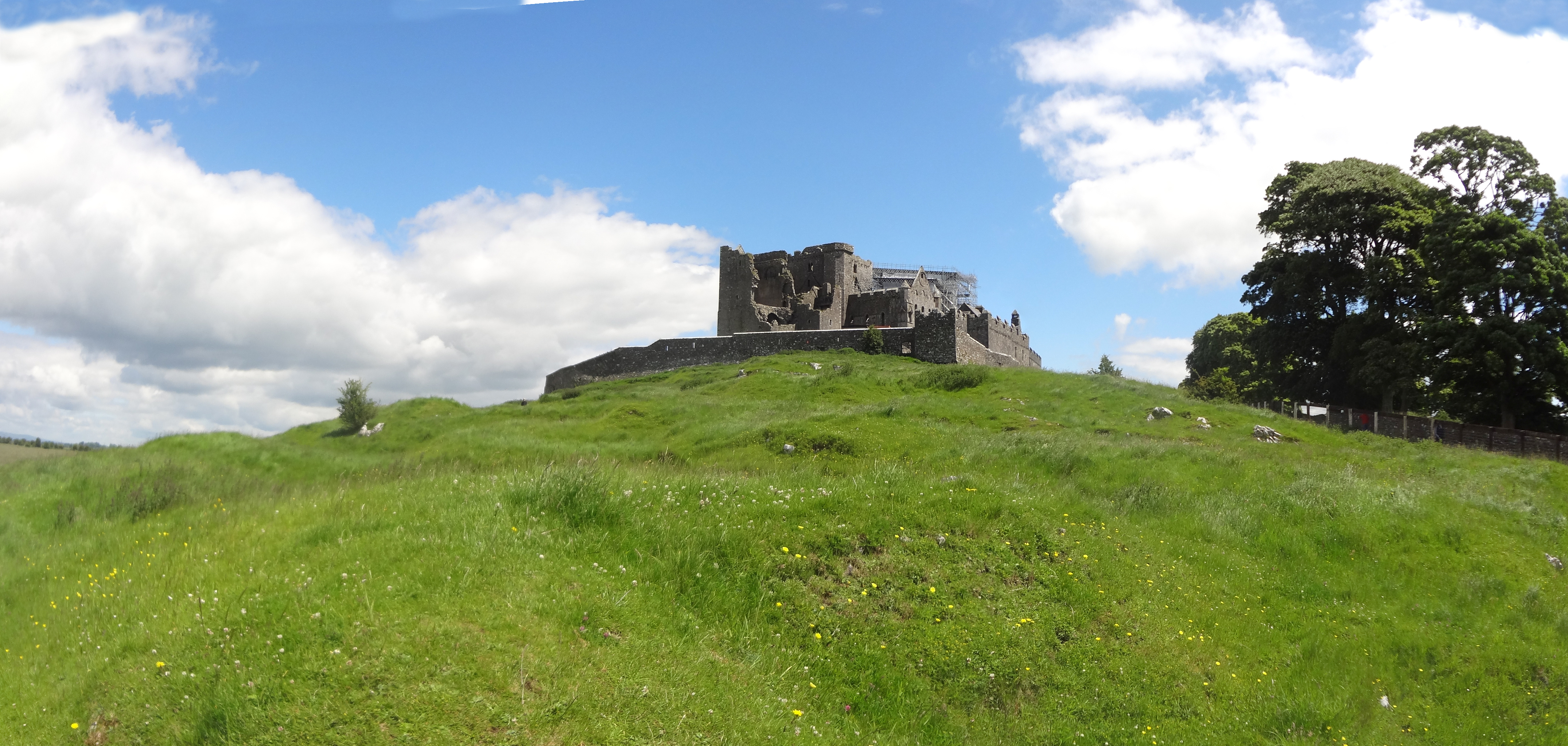
Roca de Cashel

La Roca de Cashel es uno de los atractivos turísticos más conocidos y visitados de Irlanda. Este monumento contiene una torre circular y la Capilla Cormac, ambas del siglo XII; una catedral del siglo XIII, a la que se une la casa-torre arzobispal del siglo XV, y una casa para el coro, también del siglo XV. Además de los monumentos de la Roca de Cashel, el pueblo contiene otros atractivos turísticos, que incluyen la Abadía de Hore, la Biblioteca Bolton o la Catedral de San Juan, que sustituyó a la catedral situada en la Roca en el siglo XVIII.
El centro de Información Turística de Cashel, situado en Main Street, ofrece una maqueta de la ciudad en torno a 1640, así como información y presentaciones multimedia en distintas lenguas
Cashel también es conocido por el queso azul del mismo nombre, que en la actualidad se produce en Fethard, un pueblo a unos 16 km de Cashel.

## Transporte
Cashel se encuentra muy próximo a la M8, que comunica a Dublín con Cork, ciudades con las que se conecta mediante autobuses regulares de Bus Eireann. De hecho, Cashel solía ser un conocido embudo circulatorio para los automóviles, hasta que se construyó la actual carretera que evita atravesarla.